# Maypearl (Teksas)
Maypearl je grad u američkoj saveznoj državi Teksas. Prema popisu stanovništva iz 2010. u njemu je živjelo 934 stanovnika.